# Cymbarieae
Cymbarieae G.Don, 1835  è una tribù di piante parassite (o semiparassite), spermatofite, dicotiledoni appartenenti alla famiglia delle Orobanchaceae.

## Etimologia
Il nome della tribù deriva dal suo genere tipo Cymbaria L., 1753 il cui etimologia potrebbe derivare da un antico vocabolo per la parola "barca".
Il nome scientifico è stato definito dal botanico scozzese George Don (1798 – 1856) nella pubblicazione "Edinburgh New Philosophical Journal. Edinburgh - 19: 112" del 1835.

## Descrizione

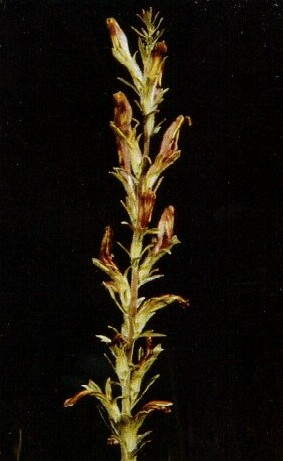
Infiorescenza
Schwalbea americana

- Il portamento delle specie di questa tribù è erbaceo sia annuale che perenne; alcune specie (Cymbaria) sono suffruticose, altre (Lesquereuxia) viscide. La superficie può essere minutamente pubescente anche per peli ghiandolari oppure può essere densamente villosa. I fusti in genere sono eretti e cilindrici.[1][7][8]
- Le foglie lungo il caule sono disposte in modo alternato (nella parte distale possono essere opposte), sono sessili oppure picciolate ed hanno delle forme lineari-lanceolate con apici acuminati e margini interi. Sono presenti anche forme pennatifide con segmenti lineari-lanceolati con margini interi o acutamente dentati, oppure trifogliate con segmenti lineari.
- Le infiorescenze sono di tipo racemoso. I fiori, da uno a quattro per racemo, sono brevemente pedicellati. Sono presenti due bratteole a consistenza erbacea con forme lineari-lanceolate e margini dentati.
- I fiori sono ermafroditi, zigomorfi e tetraciclici (ossia formati da 4 verticilli: calice– corolla – androceo – gineceo) e pentameri (i verticilli del perianzio hanno 5 elementi).

- Formula fiorale. Per la famiglia di queste piante viene indicata la seguente formula fiorale:

x K (5), [C (2 + 3), A 2 + 2], G (2), supero, capsula.
- Il calice è gamosepalo ed ha delle forme tubolari, debolmente schiacciato dorsoventralmente. È diviso in due lobi ineguali; a volte è profondamente pentalobato; a volte ha solo 4 lobi. La superficie ha 10 coste o nervature longitudinali.

- La corolla gamopetala e tubolare (cilindrica) è fortemente bilabiata con il labbro superiore (bilobato) a forma di casco e quello inferiore (trilobato) con un palato allungato longitudinalmente. Il colore della corolla è giallo, porpora o rosa pallido.

- L'androceo è formato da 4 stami didinami, sporgenti o inclusi nella corolla. I filamenti sono adnati alla base della corolla. Le antere, dorsofisse e sagittate, sono formante da due teche separate uguali arrotondate o mucronate (Bungea). La deiscenza è mediante due fessure longitudinali. Le sacche polliniche sono divergenti con granuli pollinici spesso tricolporati.

- Il gineceo è bicarpellare (sincarpico - formato dall'unione di due carpelli connati) ed ha un ovario supero biloculare (a volte ineguali) con forme da oblunghe a ovoidi.  La placentazione è assile (con placente indivise) o parietale (con placente divise e libere). Gli ovuli sono numerosi per ogni loculo e hanno un solo tegumento e sono tenuinucellati (con la nocella, stadio primordiale dell'ovulo, ridotta a poche cellule). Lo stilo, a volte fortemente filiforme, ha uno stigma capitato. Il disco nettarifero se presente è posizionato attorno alla base dell'ovario.

- Il frutto è una capsula loculicida. I semi sono da pochi a numerosi, minuti con forme da oblunghe-angolose a ellittiche e/o piatte e/o alate; la superficie può essere ricoperta da una struttura reticolare.

## Riproduzione
- Impollinazione: l'impollinazione avviene tramite insetti (impollinazione entomogama) o il vento (impollinazione anemogama).
- Riproduzione: la fecondazione avviene fondamentalmente tramite l'impollinazione dei fiori (vedi sopra).
- Dispersione: i semi cadendo (dopo aver eventualmente percorso alcuni metri a causa del vento - dispersione anemocora) a terra sono dispersi soprattutto da insetti tipo formiche (disseminazione mirmecoria).

## Distribuzione e habitat
La distribuzione delle specie di questa tribù è principalmente eurasiatica con habitat da temperati a subtropicali.

## Tassonomia
La famiglia di appartenenza di questo gruppo (Orobanchaceae), caratterizzata soprattutto da specie semiparassite, parassite o oloparassite, comprende circa 60 generi con oltre 1700 specie (altre fonti indicano 99 generi con 2060 specie) con una distribuzione cosmopolita. La tribù Cymbarieae è una delle 10 tribù nella quale è divisa la famiglia.
Altri Autori hanno assegnato un nome diverso a questa tribù: "Schwalbinae" Hogg., 1858.

### Filogenesi

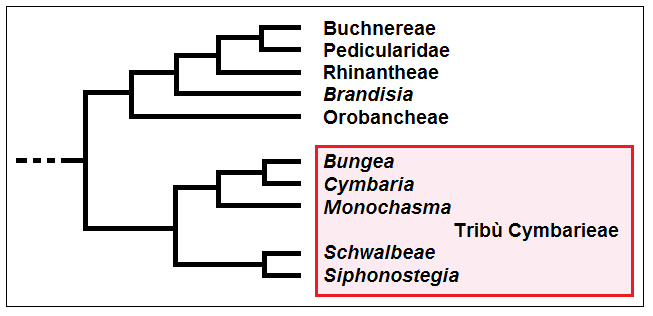
Cladogramma della tribù

I generi di questa tribù tradizionalmente erano stati posti nella famiglia Scrophulariaceae s.l.; attualmente in seguito ad analisi cladistiche basate sulle caratteristiche del DNA è stata rivista la posizione tassonomica del gruppo e inserita nella famiglia Orobanchaceae. L'attuale circoscrizione della tribù probabilmente è da perfezionare. Studi recenti hanno suddiviso la famiglia in 6 cladi. Il gruppo di questa voce appartiene al "clade II" suddiviso a sua volta in due subcladi: "subclade A" contenente i generi Schwalbea e Siphonostegia (formano un "gruppo fratello") e il "subclade B" con i generi Monochasma, Bungea e Cymbaria, questi due ultimi maggiormente collegati tra di loro. Il monotipo Lesquereuxia syriaca Boiss. & Reut. 1853 probabilmente è annidato all'interno del genere Siphonostegia Benth. 1835. All'interno della famiglia la posizione della tribù rimane incerta: per alcuni Autori è "gruppo fratello" della tribù Lindenbergieae e quindi del nucleo delle Orobanchaceae, per altri autori (una ricerca del 2013) la tribù Cymbarieae risulta maggiormente collegata al nucleo della famiglia.
Il cladogramma a lato tratto dallo studio citato e semplificato mostra la posizione filogenetica della tribù e di alcuni suoi generi.

### Composizione della tribù
La tribù comprende 6 generi e circa 12 specie:
| Genere                                    | Numero specie                      | Distribuzione                              |
| ----------------------------------------- | ---------------------------------- | ------------------------------------------ |
| Bungea C.A. Mey., 1831                    | 2                                  | Asia centrale e Cina                       |
| Cymbaria L., 1753                         | 4                                  | Eurasia (Europa centrale e Asia orientale) |
| Lesquereuxia Boiss., 1853                 | Una specie: Lesquereuxia syriaca   | Mediterraneo orientale                     |
| Monochasma Maxim. ex Franch. & Sav., 1878 | 2 - 4                              | Asia orientale                             |
| Schwalbea L., 1753                        | Una specie: Schwalbea americana L. | Nord America orientale                     |
| Siphonostegia Benth., 1835                | 2                                  | Asia orientale                             |